# Estação Coyuya
A Estação Coyuya é uma das estações do Metrô da Cidade do México, situada na Cidade do México, entre a Estação Santa Anita e a Estação Iztacalco. Administrada pelo Sistema de Transporte Colectivo, faz parte da Linha 8.
Foi inaugurada em 20 de julho de 1994. Localiza-se no cruzamento do Eixo 3 Oriente com o Eixo 4 Sur. Atende os bairros Granjas México, Tlazintla, Fraccionamiento Coyuya e Los Reyes, situados na demarcação territorial de Iztacalco. A estação registrou um movimento de 7.611.525 passageiros em 2016.